# Epirobiidae
Epirobiidae zijn een familie van weekdieren uit de klasse van de Gastropoda (slakken).

## Taxonomie
De volgende geslachten zijn bij de familie ingedeeld:
- Epirobia Strebel & Pfeffer, 1880
- Gyrocion Pilsbry, 1904
- Pectinistemma Rehder, 1940
- Prionoloplax Pilsbry, 1953
- Propilsbrya Bartsch, 1906